# Alfonso Robelo
Luis Alfonso Robelo Callejas (11 de octubre de 1939) es un diplomático, empresario y político nicaragüense.
Alfonso Robelo fundó el Movimiento Democrático Nicaragüense (MDN) en 1978 y fue uno de los cinco miembros que formaban la Junta de Gobierno de Reconstrucción Nacional (JGRN), órgano de gobierno constituido tras el triunfo de la Revolución  Sandinista en julio de 1979, La JGRN  estaba formada, además de Robelo, por  Violeta Barrios de Chamorro y los miembros del Frente Sandinista de Liberación Nacional (FSLN), Daniel Ortega, que hacía las funciones de coordinador y presidente, Sergio Ramírez y Moisés Hassan hasta su dimisión en abril de 1980.

## Biografía
Alfonso Robelo en León, el 11 de octubre de 1939. Tras los estudios primarios y secundarios se graduó en Ingeniería Química en el Rensselaer Polytechnic Institute de Troy, estado de Nueva York, Estados Unidos en 1961. Fue Rector de la Universidad Centroamericana (UCA) de 1970-1972 (el primer laico en este cargo de la UCA administrada por los jesuitas) y Presidente de la Cámara Nicaragüense de Comercio hasta 1975. También encabezó el Instituto Nicaragüense para el Desarrollo. Tras el asesinato del periodista Pedro Joaquín Chamorro Cardenal (director del diario La Prensa) el 10 de enero de 1978, Robelo fundó junto con Fabio Gadea Mantilla el Movimiento Democrático Nicaragüense, un partido socialdemócrata de hombres de negocios, industriales y profesionales opuestos a la dictadura somocista; como líder del Frente Amplio Opositor (FAO) trabajó abiertamente contra el régimen de Somoza por lo que fue arrestado y calificado públicamente por este como subversivo. Se exilió en Costa Rica y allí en junio de 1979 formó la Junta de Gobierno de Reconstrucción Nacional junto con Violeta Chamorro, Daniel Ortega, Sergio Ramírez y Moisés Hassan.

### Líder contra
Después de su renuncia a la junta el 22 de abril de 1980 -por las tendencias marxistas-leninistas en el FSLN y la influencia de Cuba en el país- se pasó a la oposición a la cabeza del MDN. 4 días después el 26 de abril Violeta Chamorro también dimitió por razones de salud; la madrugada del 25 de octubre de 1981 su casa fue atacada por una turba de 400 personas por lo que se exilió en Costa Rica al año siguiente (1982) junto con el comandante Edén Pastora y fundó la Alianza Revolucionaria Democrática (Arde) para hostigar al Ejército Popular Sandinista (EPS) por el sur mientras la Fuerza Democrática Nicaragüense (FDN) lo hostigaba por el norte desde Honduras. Después formó la Union Nacional Opositora (UNO) junto con Arturo Cruz Porras y Adolfo Calero de la FDN y tras la disolución de la UNO Alfonso Robelo formó en 1985 el directorio de la nueva Contra que cambió su nombre a Resistencia Nicaragüense (RN) que encabezó el coronel Enrique Bermúdez Varela de la ex Guardia Nacional (GN).
Durante la turbulencia política Robelo se divorció de su primera esposa,  Indiana Cardenal Caldera, con la cual procreó 4 hijos: Indiana Margarita, Luis Alfonso (que murió teniendo un año y medio de edad), Elisa y Alejandra. Se volvió a casar con una costarricense. Tras el Acuerdo de Esquipulas, el 16 de enero de 1988, el presidente de Costa Rica Óscar Arias Sánchez anunció que ningún líder contra viviría en su país. Con su esposa embarazada se opuso a irse del país por lo que renunció al directorio de la RN en febrero.

### Embajador en Costa Rica
En el gobierno de Violeta Chamorro, tras las elecciones presidenciales del 25 de febrero de 1990 fue nombrado Embajador de Nicaragua en Costa Rica. En 1993 fue tomado como rehén durante una toma de la Embajada de su país.